# Lockheed L-1649 Starliner
El Lockheed L-1649 Starliner fue el último modelo de la línea de aviones Lockheed Constellation. Impulsado por cuatro motores R-3350 Wright, fue construido en la planta de Lockheed, en Burbank, California de 1956-1958.

## Diseño y Desarrollo
El desarrollo del Starliner comenzó cuando Lockheed diseñó el L-1449 en respuesta al Douglas DC-7C. Impulsado por cuatro motores turbohélice Pratt & Whitney PT2G-3 de 5500 hp, el L-1449 habría tenido una velocidad de crucero más rápida que el Douglas DC-7C con una autonomía comparable, con 38 611 litros de combustible en una nueva ala de 46 metros. Pratt & Whitney abandonó el proyecto PT2 en marzo de 1955 debido a la falta de confiabilidad esperada, un alto consumo específico de combustible y altos costos operativos, aunque la versión militar T34 del motor impulsaba al carguero Douglas C-133 Cargomaster, que también estaba plagado de falta de confiabilidad.
El L-1449 habría sido aproximadamente 140 cm más largo que la serie L-1049 con un peso bruto máximo al despegue (MGTOW) de 79 000 kg. El L-1549 reemplazó al L-1449 a principios de 1955, con un estiramiento adicional de 100 cm y un MGTOW de 85 000 kg, presumiblemente todavía con las turbohélices PT2.
Lockheed le informó a Trans World Airlines (TWA) el 30 de septiembre de 1954 que el L-1449 usaría el mismo fuselaje que la serie L-1049; Hughes Tool Company ordenó 25 en diciembre, aunque TWA estimó que el L-1449 representaría pérdidas, incluso con todos los asientos ocupados. Cuando Pratt & Whitney abandonó su motor, Lockheed propuso un L-1549 con turbopropulsores Allison, pero TWA y Lockheed acordaron un L-1649 con motor de pistón en su lugar, y así modificaron el contrato del L-1449. En Abril de 1955, Lockheed informó a TWA que querían abandonar el 1649, pero Hughes se negó a acceder.
Aunque el L-1449 y el L-1549 nunca se construyeron, todas los Constellation de 1954 en adelante fueron reforzados para soportar el empuje generado por las turbohélices T34 / PT-2, que fueron instalados en varios Constellation R7V-2 para la Armada de los Estados Unidos (USN).
Con el abandono del L-1549, Lockheed diseñó una actualización menos ambiciosa de la serie Constellation como el L-1649A Starliner. El nuevo diseño utilizó el fuselaje del L-1049G, una nueva ala de 46 m y cuatro motores radiales turbocompuestos Wright R-3350 988 TC18-EA-2, lo que permitió al Starliner volar sin escalas desde California hasta Europa. Lockheed informó que el nuevo L-1649A transportaría 58 pasajeros a una distancia de 10 500 km a 560 km/h, o de París a la ciudad de Nueva York tres horas más rápido que el DC-7C. En enero de 1958, Pan Am programó el DC-7C de Orly a Idlewild en 14 horas y 15 minutos; TWA programó el 1649 en 14 h 50 min.

## Historial Operativo

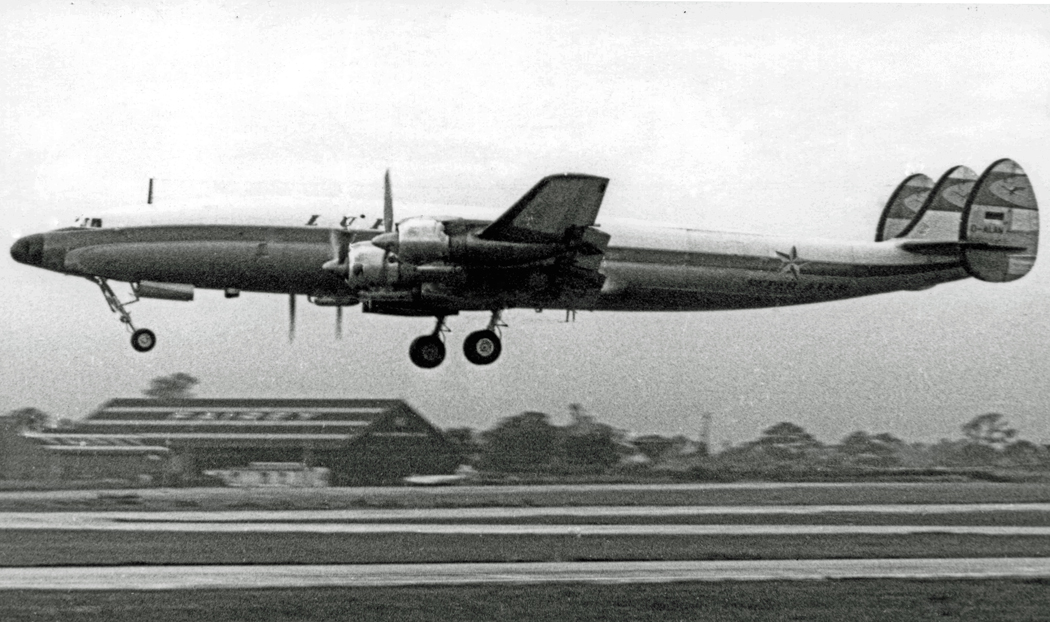
Lockheed L1649A Starliner de Lufthansa despegando del aeropuerto de Manchester rumbo a Nueva York

El prototipo L-1649A voló por primera vez el 11 de octubre de 1956. (El prototipo [N1649] fue propiedad de Lockheed hasta principios de la década de 1970, cuando se vendió en Japón). El servicio aéreo comenzó el 1 de junio de 1957 en un Trans World Airlines (TWA) desde Nueva York a Londres y Frankfurt. TWA llamó a sus L-1649 "Jetstreams" y los hizo volar en rutas nacionales más largas y en vuelos desde Nueva York a Europa y más allá. En julio de 1958, TWA programó 60 vuelos semanales desde Europa a Nueva York; Treinta eran L-1649, incluidas siete sin escalas a la semana desde París, cinco de Londres, cuatro de Frankfurt, dos de Madrid, Lisboa y Ginebra, una de Zurich y una de Roma. Tres 1649 a la semana volaron por la ruta polar de Europa a California, a veces sin escalas.
Los Boeing 707 reemplazaron al último pasajero transatlántico de TWA L-1649 en octubre de 1961; 707 y Convair 880 los desplazaron de los vuelos nacionales programados en diciembre de 1962. A principios de la década de 1960, Lockheed convirtió doce TWA L1649 en cargueros que transportaban carga a través del Atlántico hasta 1964 y a nivel nacional hasta 1967.
Air France compró diez Starliners; fueron la única aerolínea que comercializó el avión por su nombre (siendo llamado "Super Starliner"). Los vuelos transatlánticos duraron desde agosto de 1957 hasta septiembre de 1960 cuando el Boeing 707 se hizo cargo. A partir de abril de 1958, los Air France L-1649 volaron desde París a Anchorage y Tokio, pero no se les permitió volar a la costa oeste de los Estados Unidos. En el verano de 1959 programaron 22 L-1649 sin escalas a la semana desde Orly hasta Idlewild, cuatro de los cuales continuaron hasta la Ciudad de México; dos L-1649 semanales volaron de Orly a Montreal a Chicago Midway y viceversa. El vuelo ORY-ANC-TYO dos veces por semana estaba programado para 30 h 45 min, en comparación con 42 h 20 min para el 1049G más rápido a través de la India (y 32 h 00 min para el Comet de BOAC de Londres a Tokio a través de India).
Lufthansa fue la última aerolínea en comprar el Starliner nuevo; sus cuatro Starliners se comercializaron como "Super Stars" y volaron rutas transatlánticas. Los Starliners de Lufthansa se entregaron sin escalas a Hamburgo desde la fábrica de Lockheed en Burbank. En el verano de 1959, Lufthansa programó vuelos directos a Nueva York desde Frankfurt, Düsseldorf y Orly. Lockheed convirtió dos de los Starliners de Lufthansa en cargueros después de que el Boeing 707 los reemplazara en los vuelos transatlánticos de pasajeros en 1960.
Linee Aeree Italiane (LAI) encargó cuatro Starliners, pero no los asumió tras la fusión con Alitalia en octubre de 1957. Alitalia había aceptado el DC-7 y no tenía ningún interés en los Starliners; fueron entregados a TWA en 1958. Varig pidió dos Starliners, pero el pedido se cambió a dos L-1049G.
El DC-7C terminó vendiendo más fuselajes que el Starliner, que tenía mayor alcance que su rival pero era caro ($3 000 000 USD) y entró en servicio un año después. Al final, solo se construyeron 44 Starliners (incluido el prototipo) en comparación con 121 DC-7C.
Alaska Airlines utilizó dos Starliners para las operaciones de MATS en la década de 1960. Otros operadores utilizaron Starliners para vuelos chárter. Un pequeño número de Starliners se utilizaron como aviones de carga en Alaska durante la década de 1970. A principios de la década de 1980, todos los Starliners cesaron sus operaciones comerciales.
Todavía existen cuatro Starliners; Lufthansa está restaurando uno a condición de vuelo. En 2018 se envió otro para el hotel TWA. 

## Accidentes e Incidentes
- 26 de junio de 1959: el vuelo 891 de TWA se estrelló debido a un rayo después de despegar del aeropuerto de Milán Malpensa en Italia, con la pérdida de los 68 pasajeros y la tripulación.
- 10 de mayo de 1961: el vuelo 406 de Air France, llamado "De Grasse", se rompió en vuelo después de una falla del empenaje sobre el desierto del Sahara, que se cree que fue causado por un artefacto explosivo, matando a los 78 pasajeros y tripulación.

## Aviones supervivientes
Todavía existen cuatro Starliners:
- N7316C (c / n 1018) en el aeropuerto de Auburn-Lewiston en Maine estaba siendo restaurado por Lufthansa para que vuele. El primer vuelo de la aeronave restaurada se planeó para algún momento de 2017 a 2018 y la extensa restauración ha sido continua desde 2007. Lufthansa anunció en marzo de 2018 que está trasladando la restauración a Alemania. Las decisiones sobre una mayor restauración se tomarán después de que llegue a Alemania, pero ya no planean proporcionar vuelos comerciales.
- N8083H (c / n 1038), también en el aeropuerto de Auburn-Lewiston, estaba siendo rescatado para piezas para la restauración del N7316C. El avión ha sido restaurado y pintado con la librea TWA de la década de 1950 para su uso como salón de cócteles en el nuevo TWA Hotel, que se inauguró el 15 de mayo de 2019 en la antigua terminal TWA en el aeropuerto John F. Kennedy.
- N974R (c / n 1040) está en exhibición, afuera del museo Fantasy of Fligh en Polk City, Florida.
- ZS-DVJ (c / n 1042), actualmente con los colores de Trek Airways, se encuentra en el aeropuerto de Rand como parte de la exhibición estática de la South African Airways Museum Society.

## Especificaciones (L-1649A)

### Características generales
- Tripulación: cinco
- Capacidad: 99 pasajeros
- Longitud: 116 pies 2 pulgadas (35,41 m)
- Envergadura: 150 pies (46 m)
- Altura: 24 pies 9 pulg (7,54 m)
- Área del ala: 1850 pies cuadrados (172 m2)
- Perfil aerodinámico: raíz: NACA 0015; consejo: NACA 0011
- Peso vacío: 91 645 lb (41 569 kg)
- Peso máximo al despegue: 156 104 lb (70 808 kg)
- Planta motriz: 4 motores Wright R-3350 988 TC18-EA-2 Duplex-Cyclone de pistones radiales refrigerados por aire de 18 cilindros, 3400 hp (2500 kW) cada uno.
- Hélices: Hamilton Standard Hydromatic 43H60 de 3 palas, hélices de duraluminio de velocidad constante de 5,13 m (16 pies y 10 pulgadas) de diámetro y abanico completo.

### Rendimiento
- Velocidad máxima: 377 mph (607 km/h, 328 kn) a 18 600 pies (5669 m)
- Velocidad de crucero: 290 mph (470 km/h, 250 kn)
- Alcance: 4940 millas (7950 km, 4290 millas náuticas) con 19 500 lb (8845 kg) de carga útil
- 6180 mi (5370 nmi; 9946 km) con 8000 lb (3629 kg) de carga útil
- Techo de servicio: 23 700 pies (7200 m)
- Velocidad de ascenso: 5,5 m/s (1080 pies/min)
- Carga alar: 422 kg/m2 (86,5 lb/ft2)
- Potencia / masa: 0.0847 hp/lb (0.1392 kW/kg)